# Glenea vittulata
Glenea vittulata är en skalbaggsart som beskrevs av Aurivillius 1920. Glenea vittulata ingår i släktet Glenea och familjen långhorningar. Inga underarter finns listade i Catalogue of Life.